# NGC 1369
NGC 1369 في الفهرس العام الجديد، هي مجرة، تقع في كوكبة النهر. اكتشفت في 19 يناير 1865 بواسطة يوهان فريدريش يوليوس شميدت.

## روابط خارجية
- NGC 1369 على موقع ويكي سكاي: DSS2, SDSS, GALEX, IRAS, Hydrogen α, X-Ray, Astrophoto, Sky Map, Articles and images